# Ministri degli affari esteri della Polonia
I ministri degli affari esteri della Polonia si sono avvicendati dal 1918 in poi.

## Lista

### Seconda Repubblica di Polonia (1918-1939)
| Ministro              | Ministro          | Ministro                                      | Partito                             | Governo                                                                                   | Mandato          | Mandato           |
| Ministro              | Ministro          | Ministro                                      | Partito                             | Governo                                                                                   | Inizio           | Fine              |
| --------------------- | ----------------- | --------------------------------------------- | ----------------------------------- | ----------------------------------------------------------------------------------------- | ---------------- | ----------------- |
| Affari esteri         |                   |                                               |                                     |                                                                                           |                  |                   |
|                       |                   | Leon Wasilewski (1870-1936)                   | Partito Socialista Polacco          | Moraczewski                                                                               | 17 novembre 1918 | 16 gennaio 1919   |
|                       |                   | Ignacy Jan Paderewski (1860-1941)             | Indipendente                        | Paderewski                                                                                | 16 gennaio 1919  | 13 dicembre 1919  |
|                       |                   | Władysław Wróblewski (ad interim) (1875-1951) | Unione Popolare Nazionale           | Skulski                                                                                   | 13 dicembre 1919 | 16 dicembre 1919  |
|                       |                   | Stanisław Patek (1866-1944)                   | Indipendente                        | Skulski                                                                                   | 16 dicembre 1919 | 23 giugno 1920    |
|                       |                   | Eustachy Sapieha (1881-1963)                  | Indipendente                        | Grabski I                                                                                 | 23 giugno 1920   | 24 luglio 1920    |
| Witos I               | 24 luglio 1920    | Eustachy Sapieha (1881-1963)                  | Indipendente                        | 24 maggio 1921                                                                            |                  |                   |
| Witos I               |                   |                                               | Jan Dąbski (ad interim) (1880-1931) | Partito Popolare Polacco "Piast"                                                          | 24 maggio 1921   | 11 giugno 1921    |
| Witos I               |                   |                                               | Konstanty Skirmunt (1866-1949)      | Indipendente                                                                              | 11 giugno 1921   | 19 settembre 1921 |
| Ponikowski I          | 19 settembre 1921 | 10 marzo 1922                                 | Konstanty Skirmunt (1866-1949)      | Indipendente                                                                              |                  |                   |
| Ponikowski II         | 10 marzo 1922     | 28 giugno 1922                                | Konstanty Skirmunt (1866-1949)      | Indipendente                                                                              |                  |                   |
|                       |                   | Gabriel Narutowicz (1865-1922)                | Indipendente                        | Śliwiński                                                                                 | 28 giugno 1922   | 31 luglio 1922    |
| Nowak                 | 31 luglio 1922    | Gabriel Narutowicz (1865-1922)                | Indipendente                        | 9 dicembre 1922                                                                           |                  |                   |
| Nowak                 | vacante           | vacante                                       | vacante                             | vacante                                                                                   | 9 dicembre 1922  | 16 dicembre 1922  |
|                       |                   | Aleksander Skrzyński (1882-1931)              | Partito della Destra Nazionale      | Sikorski I                                                                                | 16 dicembre 1922 | 28 maggio 1923    |
|                       |                   | Marian Seyda (1879-1967)                      | Unione Popolare Nazionale           | Witos II                                                                                  | 28 maggio 1923   | 27 ottobre 1923   |
|                       |                   | Roman Dmowski (1864-1939)                     | Unione Popolare Nazionale           | Witos II                                                                                  | 27 ottobre 1923  | 19 dicembre 1923  |
|                       |                   | Karol Bertoni (ad interim) (1876-1967)        | Indipendente                        | Grabski II                                                                                | 19 dicembre 1923 | 19 gennaio 1924   |
|                       |                   | Maurycy Zamoyski (1871-1939)                  | Unione Popolare Nazionale           | Grabski II                                                                                | 19 gennaio 1924  | 27 luglio 1924    |
|                       |                   | Aleksander Skrzyński (1882-1931)              | Partito della Destra Nazionale      | Grabski II                                                                                | 27 luglio 1924   | 20 novembre 1925  |
| Skrzyński             | 20 novembre 1925  | Aleksander Skrzyński (1882-1931)              | Partito della Destra Nazionale      | 10 maggio 1926                                                                            |                  |                   |
|                       |                   | Kajetan Dzierżykraj-Morawski (1892-1973)      | Indipendente                        | Witos III                                                                                 | 10 maggio 1926   | 15 maggio 1926    |
|                       |                   | August Zaleski (1883-1972)                    | Indipendente                        | Bartel I                                                                                  | 15 maggio 1926   | 8 giugno 1926     |
| Bartel II             | 8 giugno 1926     | August Zaleski (1883-1972)                    | Indipendente                        | 27 settembre 1926                                                                         |                  |                   |
| Bartel III            | 27 settembre 1926 | August Zaleski (1883-1972)                    | Indipendente                        | 2 ottobre 1926                                                                            |                  |                   |
| Piłsudski I           | 2 ottobre 1926    | August Zaleski (1883-1972)                    | Indipendente                        | 28 giugno 1928                                                                            |                  |                   |
| Bartel IV             | 28 giugno 1928    | August Zaleski (1883-1972)                    | Indipendente                        | 14 aprile 1929                                                                            |                  |                   |
| Świtalski             | 14 aprile 1929    | August Zaleski (1883-1972)                    | Indipendente                        | 29 dicembre 1929                                                                          |                  |                   |
| Bartel V              | 29 dicembre 1929  | August Zaleski (1883-1972)                    | Indipendente                        | 29 marzo 1930                                                                             |                  |                   |
| Sławek I              | 29 marzo 1930     | August Zaleski (1883-1972)                    | Indipendente                        | 25 agosto 1930                                                                            |                  |                   |
| Piłsudski II          | 25 agosto 1930    | August Zaleski (1883-1972)                    | Indipendente                        | 5 dicembre 1930                                                                           |                  |                   |
| Sławek II             | 5 dicembre 1930   | August Zaleski (1883-1972)                    | Indipendente                        | 28 maggio 1831                                                                            |                  |                   |
| Prystor               | 28 maggio 1831    | August Zaleski (1883-1972)                    | Indipendente                        | 2 novembre 1932                                                                           |                  |                   |
| Prystor               |                   |                                               | Józef Beck (1894-1944)              | Blocco Apartitico per la Cooperazione con il Governo (1932-1935) Indipendente (1935-1939) | 2 novembre 1932  | 10 maggio 1933    |
| Jędrzejewicz          | 10 maggio 1933    | 16 maggio 1934                                | Józef Beck (1894-1944)              | Blocco Apartitico per la Cooperazione con il Governo (1932-1935) Indipendente (1935-1939) |                  |                   |
| Kozłowski             | 16 maggio 1934    | 28 marzo 1935                                 | Józef Beck (1894-1944)              | Blocco Apartitico per la Cooperazione con il Governo (1932-1935) Indipendente (1935-1939) |                  |                   |
|                       | Sławek III        | 28 marzo 1935                                 | Józef Beck (1894-1944)              | Blocco Apartitico per la Cooperazione con il Governo (1932-1935) Indipendente (1935-1939) | 13 ottobre 1935  |                   |
| Zyndram-Kościałkowski | 13 ottobre 1935   | 16 maggio 1936                                | Józef Beck (1894-1944)              | Blocco Apartitico per la Cooperazione con il Governo (1932-1935) Indipendente (1935-1939) |                  |                   |
| Sławoj Składkowski    | 16 maggio 1936    | 30 settembre 1939                             | Józef Beck (1894-1944)              | Blocco Apartitico per la Cooperazione con il Governo (1932-1935) Indipendente (1935-1939) |                  |                   |

### Governo in esilio della Polonia (1939-1945)
A partire dal luglio 1945, nonostante la perdita del riconoscimento ufficiale della maggior parte degli Stati, il governo polacco in esilio continuò la sua esistenza fino al dicembre 1990, anno della caduta del comunismo in Polonia.
| Ministro      | Ministro       | Ministro                   | Partito                      | Governo        | Mandato           | Mandato        |
| Ministro      | Ministro       | Ministro                   | Partito                      | Governo        | Inizio            | Fine           |
| ------------- | -------------- | -------------------------- | ---------------------------- | -------------- | ----------------- | -------------- |
| Affari esteri |                |                            |                              |                |                   |                |
|               |                | August Zaleski (1883-1972) | Indipendente                 | Sikorski II    | 30 settembre 1939 | 20 luglio 1940 |
| Sikorski III  | 20 luglio 1940 | August Zaleski (1883-1972) | Indipendente                 | 25 luglio 1941 |                   |                |
| Sikorski III  |                |                            | Edward Raczyński (1891-1993) | Indipendente   | 25 luglio 1941    | 14 luglio 1943 |
|               |                | Tadeusz Romer (1894-1978)  | Indipendente                 | Mikołajczyk    | 14 luglio 1943    | 5 luglio 1945  |

### Repubblica Popolare di Polonia (1945-1989)
| Ministro                         | Ministro         | Ministro                           | Partito                                                                                   | Governo                                | Mandato           | Mandato          |
| Ministro                         | Ministro         | Ministro                           | Partito                                                                                   | Governo                                | Inizio            | Fine             |
| -------------------------------- | ---------------- | ---------------------------------- | ----------------------------------------------------------------------------------------- | -------------------------------------- | ----------------- | ---------------- |
| Affari esteri                    |                  |                                    |                                                                                           |                                        |                   |                  |
|                                  |                  | Wincenty Rzymowski (1883-1950)     | Partito Democratico                                                                       | Governo provvisorio di unità nazionale | 28 giugno 1945    | 6 febbraio 1947  |
|                                  |                  | Zygmunt Modzelewski (1900-1954)    | Partito dei Lavoratori Polacchi (1947-1948) Partito Operaio Unificato Polacco (1948-1951) | Cyrankiewicz I                         | 6 febbraio 1947   | 20 marzo 1951    |
|                                  |                  | Zygmunt Modzelewski (1900-1954)    | Partito dei Lavoratori Polacchi (1947-1948) Partito Operaio Unificato Polacco (1948-1951) | Cyrankiewicz I                         | 6 febbraio 1947   | 20 marzo 1951    |
|                                  |                  | Stanisław Skrzeszewski (1901-1978) | Partito Operaio Unificato Polacco                                                         | Cyrankiewicz I                         | 20 marzo 1951     | 21 novembre 1952 |
| Bierut - Cyrankiewicz            | 21 novembre 1952 | Stanisław Skrzeszewski (1901-1978) | Partito Operaio Unificato Polacco                                                         | 27 aprile 1956                         |                   |                  |
| Bierut - Cyrankiewicz            |                  |                                    | Adam Rapacki (1909-1970)                                                                  | Partito Operaio Unificato Polacco      | 27 aprile 1956    | 27 febbraio 1957 |
| Cyrankiewicz II                  | 27 febbraio 1957 | 18 maggio 1961                     | Adam Rapacki (1909-1970)                                                                  | Partito Operaio Unificato Polacco      |                   |                  |
| Cyrankiewicz III                 | 18 maggio 1961   | 25 giugno 1965                     | Adam Rapacki (1909-1970)                                                                  | Partito Operaio Unificato Polacco      |                   |                  |
| Cyrankiewicz IV                  | 25 giugno 1965   | 22 dicembre 1968                   | Adam Rapacki (1909-1970)                                                                  | Partito Operaio Unificato Polacco      |                   |                  |
| Cyrankiewicz IV                  |                  |                                    | Stefan Jędrychowski (1910-1996)                                                           | Partito Operaio Unificato Polacco      | 22 dicembre 1968  | 28 giugno 1969   |
| Cyrankiewicz - Jaroszewicz       | 28 giugno 1969   | 22 dicembre 1971                   | Stefan Jędrychowski (1910-1996)                                                           | Partito Operaio Unificato Polacco      |                   |                  |
| Cyrankiewicz - Jaroszewicz       |                  |                                    | Stefan Olszowski (1931-2023)                                                              | Partito Operaio Unificato Polacco      | 22 dicembre 1971  | 29 marzo 1972    |
| Jaroszewicz                      | 29 marzo 1972    | 27 marzo 1976                      | Stefan Olszowski (1931-2023)                                                              | Partito Operaio Unificato Polacco      |                   |                  |
| Jaroszewicz - Babiuch            | 27 marzo 1976    | 2 dicembre 1976                    | Stefan Olszowski (1931-2023)                                                              | Partito Operaio Unificato Polacco      |                   |                  |
| Jaroszewicz - Babiuch            |                  |                                    | Emil Wojtaszek (1927-2017)                                                                | Partito Operaio Unificato Polacco      | 2 dicembre 1976   | 3 aprile 1980    |
| Babiuch - Pińkowski - Jaruzelski | 3 aprile 1980    | 24 agosto 1980                     | Emil Wojtaszek (1927-2017)                                                                | Partito Operaio Unificato Polacco      |                   |                  |
| Babiuch - Pińkowski - Jaruzelski |                  |                                    | Józef Czyrek (1928-2013)                                                                  | Partito Operaio Unificato Polacco      | 24 agosto 1980    | 21 luglio 1982   |
| Babiuch - Pińkowski - Jaruzelski |                  |                                    | Stefan Olszowski (1931-2023)                                                              | Partito Operaio Unificato Polacco      | 21 luglio 1982    | 12 novembre 1985 |
|                                  |                  | Marian Orzechowski (1931-2020)     | Partito Operaio Unificato Polacco                                                         | Messner                                | 12 novembre 1985  | 17 giugno 1988   |
|                                  |                  | Tadeusz Olechowski (1926-2001)     | Partito Operaio Unificato Polacco                                                         | Messner                                | 17 giugno 1988    | 14 ottobre 1988  |
| Rakowski                         | 14 ottobre 1988  | Tadeusz Olechowski (1926-2001)     | Partito Operaio Unificato Polacco                                                         | 12 settembre 1989                      |                   |                  |
|                                  |                  | Krzysztof Skubiszewski (1926-2010) | Indipendente                                                                              | Mazowiecki                             | 12 settembre 1989 | 31 dicembre 1989 |

### Repubblica di Polonia (1989-presente)
| Ministro      | Ministro         | Ministro                           | Partito                             | Governo             | Mandato           | Mandato          |
| Ministro      | Ministro         | Ministro                           | Partito                             | Governo             | Inizio            | Fine             |
| ------------- | ---------------- | ---------------------------------- | ----------------------------------- | ------------------- | ----------------- | ---------------- |
| Affari esteri |                  |                                    |                                     |                     |                   |                  |
|               |                  | Krzysztof Skubiszewski (1926-2010) | Indipendente                        | Mazowiecki          | 31 dicembre 1989  | 12 gennaio 1991  |
| Bielecki      | 12 gennaio 1991  | Krzysztof Skubiszewski (1926-2010) | Indipendente                        | 23 dicembre 1991    |                   |                  |
| Olszewski     | 23 dicembre 1991 | Krzysztof Skubiszewski (1926-2010) | Indipendente                        | 11 luglio 1992      |                   |                  |
| Suchocka      | 11 luglio 1992   | Krzysztof Skubiszewski (1926-2010) | Indipendente                        | 26 ottobre 1993     |                   |                  |
|               |                  | Andrzej Olechowski (1947)          | Indipendente                        | Pawlak              | 26 ottobre 1993   | 7 marzo 1995     |
|               |                  | Władysław Bartoszewski (1922-2015) | Indipendente                        | Oleksy              | 7 marzo 1995      | 22 dicembre 1995 |
|               |                  | Dariusz Rosati (1946)              | Indipendente                        | Oleksy              | 22 dicembre 1995  | 7 febbraio 1996  |
| Cimoszewicz   | 7 febbraio 1996  | Dariusz Rosati (1946)              | Indipendente                        | 31 ottobre 1997     |                   |                  |
|               |                  | Bronisław Geremek (1932-2008)      | Unione della Libertà                | Buzek               | 31 ottobre 1997   | 30 giugno 2000   |
|               |                  | Władysław Bartoszewski (1922-2015) | Indipendente                        | Buzek               | 30 giugno 2000    | 19 ottobre 2001  |
|               |                  | Włodzimierz Cimoszewicz (1950)     | Alleanza della Sinistra Democratica | Miller              | 19 ottobre 2001   | 2 maggio 2004    |
| Belka I       | 2 maggio 2004    | Włodzimierz Cimoszewicz (1950)     | Alleanza della Sinistra Democratica | 11 giugno 2004      |                   |                  |
| Belka II      | 11 giugno 2004   | Włodzimierz Cimoszewicz (1950)     | Alleanza della Sinistra Democratica | 5 gennaio 2005      |                   |                  |
| Belka II      |                  |                                    | Adam Daniel Rotfeld (1938)          | Indipendente        | 5 gennaio 2005    | 31 ottobre 2005  |
|               |                  | Stefan Meller (1942-2008)          | Indipendente                        | Marcinkiewicz       | 31 ottobre 2005   | 9 maggio 2006    |
|               |                  | Anna Fotyga (1957)                 | Diritto e Giustizia                 | Marcinkiewicz       | 9 maggio 2006     | 14 luglio 2006   |
| Kaczyński     | 14 luglio 2006   | Anna Fotyga (1957)                 | Diritto e Giustizia                 | 16 novembre 2007    |                   |                  |
|               |                  | Radosław Sikorski (1963)           | Piattaforma Civica                  | Tusk I              | 16 novembre 2007  | 18 novembre 2011 |
| Tusk II       | 18 novembre 2011 | Radosław Sikorski (1963)           | Piattaforma Civica                  | 22 settembre 2014   |                   |                  |
|               |                  | Grzegorz Schetyna (1963)           | Piattaforma Civica                  | Kopacz              | 22 settembre 2014 | 16 novembre 2015 |
|               |                  | Witold Waszczykowski (1957)        | Diritto e Giustizia                 | Szydło              | 16 novembre 2015  | 11 dicembre 2017 |
| Morawiecki I  | 11 dicembre 2017 | Witold Waszczykowski (1957)        | Diritto e Giustizia                 | 9 gennaio 2018      |                   |                  |
| Morawiecki I  |                  |                                    | Jacek Czaputowicz (1956)            | Indipendente        | 9 gennaio 2018    | 15 novembre 2019 |
| Morawiecki II | 15 novembre 2019 | 26 agosto 2020                     | Jacek Czaputowicz (1956)            | Indipendente        |                   |                  |
| Morawiecki II |                  |                                    | Zbigniew Rau (1955)                 | Diritto e Giustizia | 26 agosto 2020    | 27 novembre 2023 |
|               |                  | Szymon Szynkowski alias Sęk (1982) | Diritto e Giustizia                 | Morawiecki III      | 27 novembre 2023  | 13 dicembre 2023 |
|               |                  | Radosław Sikorski (1963)           | Piattaforma Civica                  | Tusk III            | 13 dicembre 2023  | in carica        |

### Esplicative
1. ↑  Ricopre anche la carica di Presidente dei ministri.
2. ↑  Di area PSL "Wyzwolenie".
3. ↑  Ad interim fino al 5 giugno 1942.
4. ↑  Ricopre anche la carica di Presidente del comitato per l'integrazione europea.
5. ↑  Ricopre anche la carica di Presidente del comitato per l'integrazione europea dal 14 luglio 2006.
6. ↑  Di area PiS.